# Рязанцев, Алексей Анатольевич
Алексе́й Анато́льевич Ряза́нцев (род. 17 марта 1958, Москва) — генеральный директор кинокомпании «Каро-Премьер» (1999—2022), актёр дубляжа, продюсер, сценарист, известен голосом Северуса Снегга из «Гарри Поттера» и Арагорна из трилогии «Властелин колец».
Заслуженный работник культуры Российской Федерации (2010).

## Биография
Родился 17 марта 1958 года в Москве.
В 1979 году окончил дневное отделение Загорского кинотехникума по специальности «Кинопрокатное и звукотехническое оборудование кинотеатров».
С 1980 по 1984 год учился в Ленинградском институте киноинженеров по специальности «инженер звукотехники». В 1986 году получил второе высшее образование во Всесоюзном государственном институте кинематографии по специальности «экономист кино и телевидения».
С 1980 года работал на Центральной киностудии детских и юношеских фильмов им. М. Горького в качестве механика по обслуживанию звуковой техники, ассистента звукооператора. Принимал участие в съёмках фильмов «Вам и не снилось», «Лев Толстой», детского юмористического журнала «Ералаш» и др.
С 1981 по 1984 год — секретарь комитета ВЛКСМ киностудии имени Горького, член бюро Бабушкинского райкома ВЛКСМ, инструктор отдела культуры, заведующий сектором по работе с творческой молодёжью, заместитель заведующего отделом культуры Московского горкома ВЛКСМ. С 1984 года заместитель начальника управления культурно-просветительных учреждений Главного управления культуры города Москвы, курировал работу московских кинотеатров.
В 1989 году перешёл на работу в Управление кинофикации Мосгорисполкома на должность заместителя начальника управления по вопросам внешнеэкономических связей.
С 1992 года работал в должности исполнительного директора немецкой кинокомпании «Гемини фильм интернациональ ГМБХ», занимался вопросами организации кинопроката в России фильмов студии Warner Bros.. Участвовал в организации приезда в Москву Оливера Стоуна и премьеры кинофильма «Джон Ф. Кеннеди. Выстрелы в Далласе».
В 1995—1998 годах — заместитель генерального директора, директор по кинопрокату компании «НТВ-Профит». Принимая непосредственное участие в подготовке всероссийской премьеры фильма «Пятый элемент» (1997), озвучил небольшую роль в этом фильме, и с тех пор периодически участвует в дублировании иностранного кино на русский язык.
В 1998 году перешёл в компанию ООО «СП Каро» в качестве заместителя директора по репертуару ККЗ «Пушкинский».
С 1999 по 2022 год — генеральный директор образованной прокатной компании «Каро-Премьер», которая вплоть до марта 2021 года занималась распространением фильмов Warner Bros. и New Line Cinema в кинотеатрах. В холдинге «КАРО фильм» также курирует прокат отечественных картин.
В 2001—2006 годах параллельно был председателем правления Альянса независимых кинопрокатных организаций.
С 2008 года занимается продюсированием фильмов, прокатываемых фирмой «Каропрокат». Участвовал в написании сценария для фильма «На игре 2. Новый уровень» (2010, автор идеи финала) и снялся в нескольких картинах.
12 марта 2003 года был награждён нагрудным знаком «Почётный кинематографист России».
Женат, имеет двух сыновей.

## Критика
17 февраля 2011 года в Тамбовском государственном университете защитил диссертацию на тему «Возрождение культурных ценностей в пространстве современной рекламы» на соискание степени кандидата философских наук. Исследования, проведённые вольным сетевым сообществом «Диссернет», выявили в его диссертации масштабные заимствования. По их результатам в декабре 2019 года диссертационный совет при Московском государственном институте культуры рекомендовал лишить Рязанцева учёной степени кандидата наук, что и было сделано согласно приказу Минобрнауки от 18 мая 2021 года.

## Фильмография

### Продюсер
- 2008 — «Господа офицеры: Спасти императора»
- 2009 — «Семья»
- 2009 — «На игре»
- 2010 — «На игре 2. Новый уровень»
- 2011 — «Generation П»
- 2012 — «Мужчина с гарантией»
- 2012 — «Геймеры»
- 2013 — «Дублёр»
- 2015 — «Полное превращение»
- 2016 — «Всё о мужчинах»
- 2017 — «Защитники»
- 2017 — «Спасти Пушкина»
- 2017 — «Бабушка лёгкого поведения»
- 2018 — «Первые»
- 2018 — «Непрощённый»
- 2020 — «Зови меня Дрозд»
- 2020 — «Любовь и монстры»
- 2021 — «Нахимовцы»
- 2022 — «Календарь ма(й)я»
- 2024 — «9 секунд"
- 2024 — «Блиндаж»

### Сценарист
- 2010 — «На игре 2. Новый уровень» (идея финала)

### Актёр
- 2011 — «Беременный» — глава компании, пришедший к Сергею
- 2012 — «Мамы» — директор кинотеатра (эпилог «Кинотеатр»)
- 2013 — «Дублёр» — Рудольф Валентинович, банкир
- 2014 — «Смешанные чувства» — Геннадий Петрович, заведующий отделением
- 2015 — «Женщины против мужчин» — Рудольф Валентинович, директор школы
- 2018 — «Женщины против мужчин: Крымские каникулы» — Рудольф Валентинович, директор школы, вёл конкурс «Любовь с первого взгляда»
- 2021 — «Нахимовцы» — информатор

### Дубляж

#### Алан Рикман
- 2001 — «Гарри Поттер и философский камень» — Северус Снегг[10]
- 2002 — «Гарри Поттер и Тайная комната» — Северус Снейп[10]
- 2004 — «Гарри Поттер и узник Азкабана» — Северус Снегг[10]
- 2005 — «Гарри Поттер и Кубок огня» — Северус Снегг[10]
- 2007 — «Гарри Поттер и орден Феникса» — Северус Снегг[10]
- 2009 — «Гарри Поттер и Принц-полукровка» — Северус Снегг[10]
- 2010 — «Гарри Поттер и Дары Смерти. Часть 1» — Северус Снегг[10]
- 2011 — «Гарри Поттер и Дары Смерти. Часть 2» — Северус Снегг[10]

#### Вигго Мортенсен
- 2001 — «Властелин колец: Братство кольца» — Арагорн[10]
- 2002 — «Властелин колец: Две крепости» — Арагорн[10]
- 2003 — «Властелин колец: Возвращение Короля» — Арагорн[10]

#### Другие фильмы
- 2004 — «Двенадцать друзей Оушена»  — Терри Бенедикт (Энди Гарсиа)[10]